# Cyaneolytta haemorrhoidalis
Cyaneolytta haemorrhoidalis is een keversoort uit de familie van oliekevers (Meloidae). De wetenschappelijke naam van de soort is voor het eerst geldig gepubliceerd in 1792 door Fabricius.